# Noordkanaalhaven

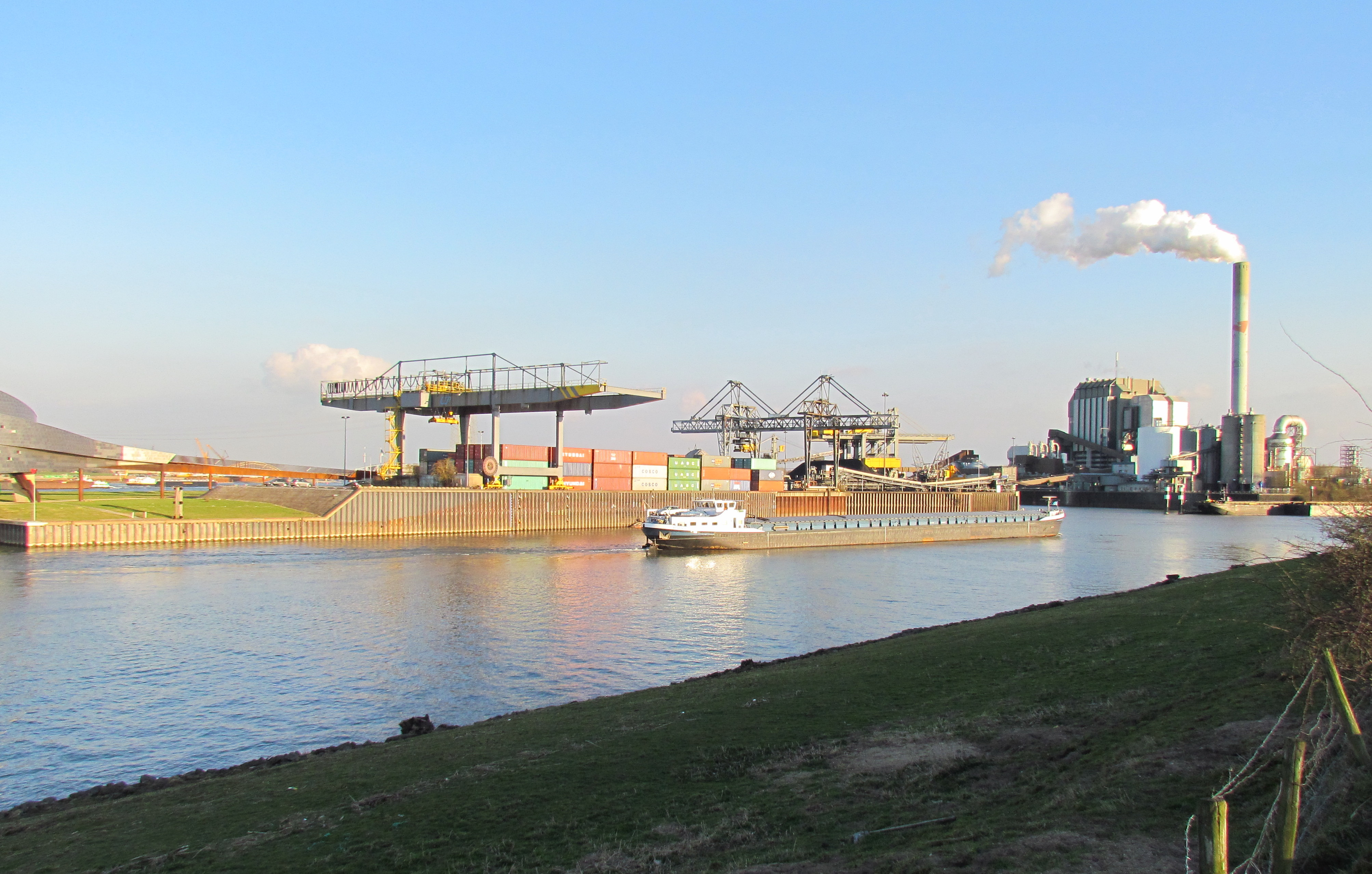
Noordkanaalhaven

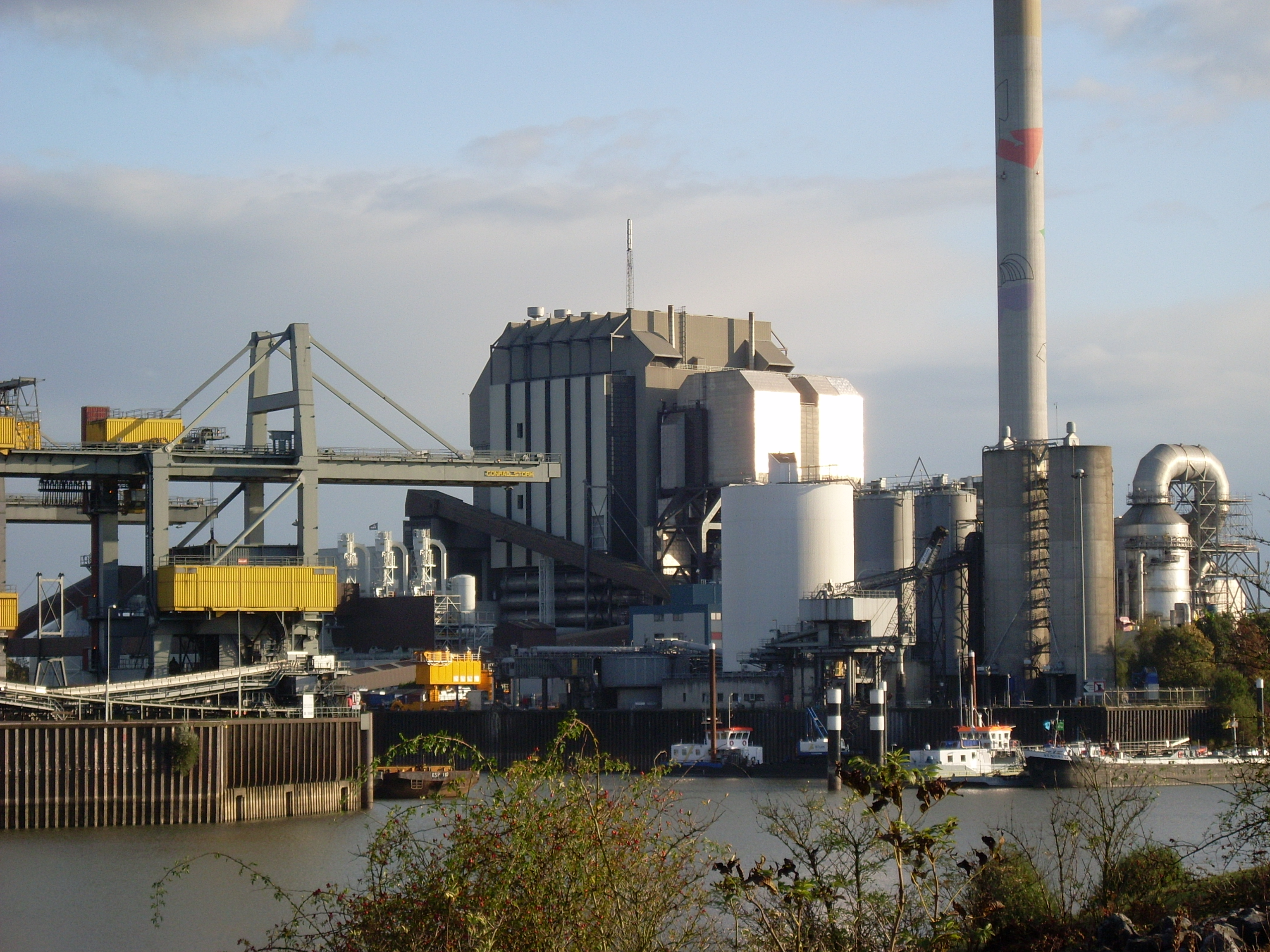
De Noordkanaalhaven met de elektriciteitscentrale Gelderland

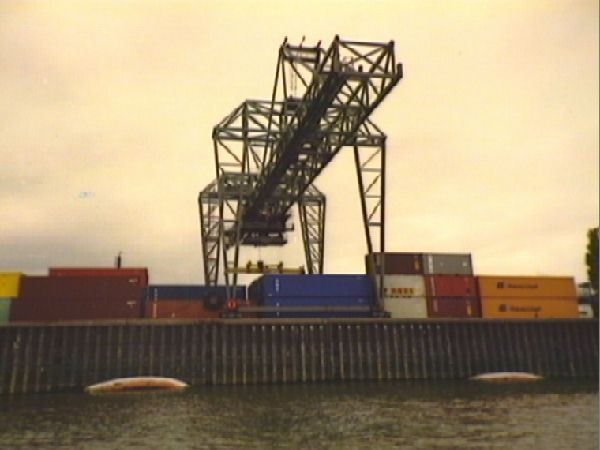
De containerterminal aan de Noordkanaalhaven. Bron: Rijkswaterstaat

De Noordkanaalhaven is een haven en industrieterrein in de Nederlandse stad Nijmegen.
De Noordkanaalhaven is vanaf 1934 aan het Maas-Waalkanaal aangelegd door de N.V. Provinciale Geldersche Electriciteits Mij. (P.G.E.M.) en verving de in 1925 aangelegde voorhaven aan de Waal. De haven ligt direct na de riviermonding in het kanaal nog voor het sluiscomplex Weurt. Voor 1950 werd de haven Industriehaven genoemd.
Het is een particuliere haven met een kade van 150 meter die beheerd wordt door de Elektriciteitscentrale Gelderland en containerterminal BCTN. Jaarlijks worden er 45.000 containers overgeslagen waarmee de Noordkanaalhaven een van de grotere binnenhavens in Nederland is. BCTN Nijmegen is sinds 1987 actief aan de Noordkanaalhaven. Bij de haven staat ook de Verkeerpost Nijmegen van Rijkswaterstaat. Aan de Waal, aan de andere zijde van de smalle landtong bij de Noordkanaalhaven, maakte BCTN Nijmegen in de periode 2014/15 een loswal die geschikt is voor zeekustvaarders. Voor de ingebruikname hiervan verkreeg het bedrijf in december 2017 een vergunning.
Het omringende industrieterrein heeft ook de naam Noordkanaalhaven en maakt deel uit van het Haven- en industrieterrein.

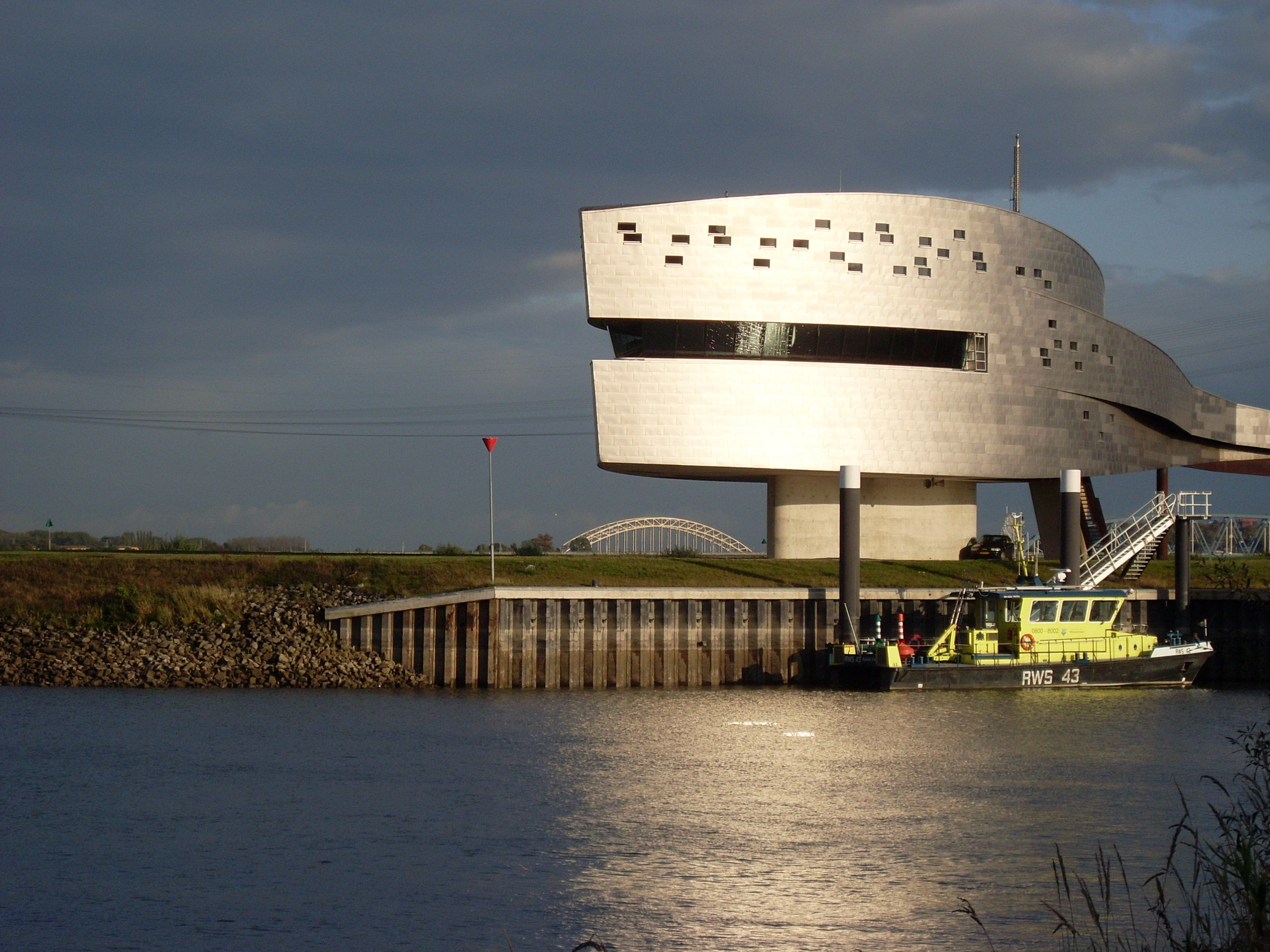
De Verkeerpost Nijmegen van Rijkswaterstaat op het schiereiland tussen Waal en het Maas-Waalkanaal bij de Noordkanaalhaven